# عدة الأصول (كتاب)
عدة الأصول هو أحد كتب أصول الفقه للشيخ الطوسي. يعرف الشيخ الطوسي الكتاب بأنه أكثر الكتب اكتمالاً بين كتب الشيعة الأصولية.

## الشخصيات
يحتوي كتاب عدة الأصول على بعض الأجزاء الأولية و92 فصلاً، وينقم إلى مجلدين. وبحسب الطوسي، يعتبر عدة الأصول هو أول كتاب كامل عن مبادئ الفقه الإسلامي. لا يهتم هذا الكتاب بالمشاكل العقديةوالمنطقية، بل يهتم بمبادئ الفقه. حاول الطوسي، على عكس أساتذته مثل السيد مرتضى، نقل بعض روايات أئمة الشيعة. يمكن العثور على معظم أقوال الشيخ المفيد في المبادئ في عدة الأصول.